# Едвард Сепір
Едвард Сепір (англ. Edward Sapir, 26 січня 1884 — 4 лютого 1939) — американський мовознавець і етнолог.

## Біографія
Сепір народився 26 січня 1884 р. в Лауенбурзі (тоді в складі Німеччини, нині — місто Лемборк в Польщі) в єврейській родині, що походила з Литви. Удома розмовляли мовою їдиш. У 1889 році родина виїхала до США. З 1901 до 1904 Сепір студіював германістику та індоєвропеїстику в Колумбійський університет. Магістерську роботу присвятив теорії Йоганна Готфрида Гердера про походження мови. У цей час познайомився зі своїм майбутнім вчителем етнологом і мовознавцем Францем Боасом, який зацікавив його індіанськими мовами. З 1910 до 1925 р. був керівником етнографічного відділу Канадської геологічної служби в Оттаві. З 1927 до 1931 р. був професором Чиказького університету, з 1931 р. викладав в Єльському університеті. Член Американської академії мистецтв і наук (з 1930), президент Американського лінгвістичного (з 1933) і Антропологічного (1938) товариств.
Сепір помер 4 лютого 1939 р. в Нью-Хейвені (Коннектикут).

## Наукові зацікавлення
Як науковий співробітник Каліфорнійського університету (1907—1908), займався описом кількох індіанських мов заходу США (чінукські мови, мови яна, такелма, вішрам, часта-коста тощо), застосовуючи до них ті ж суворі методи аналізу, що використовуються при дослідженні індоєвропейських і семітських мов. Після недовгого перебування в університеті Пенсільванії завідував антропологією в Геологічній службі Канади (1910—1925). У цей період центральне місце в його дослідженнях займали нутка (мова індіанців північно-західного узбережжя) і атапаскська мова. Пізніше він займався навахо, хупа, юті та іншими мовами, а також провів цілий ряд широкомасштабних порівняльних досліджень.
У своїй праці «Часова перспектива в аборигенній культурі Америки» (Time Perspective in Aboriginal American Culture, 1916) Сепір оригінальним чином використовував лінгвістичні дані з метою історичної реконструкції.
Глибоке знання порівняльно-історичних даних дозволило йому встановити генетичну спорідненість різних мов Центральної і Північної Америки в роботі «Central and North American Languages» (1929), в якій він переконливо звів більшість із відомих тоді 75 груп в шість великих макросімей. У сферу його інтересів входили індоєвропейські мови, зокрема індоєвропейська фонологія, а також проблема міжнародних мов. У книзі «Мова» (Language, 1921) Сепір показав, що кожна мова характеризується основними структурами, які визначають наявність в даній мові специфічних звуків, слів і граматичних особливостей; ці структурні риси мови-предка є причиною подібного розвитку мов-нащадків (концепція "дрейфу ").
У період роботи в Чиказькому (1925—1931) і Єльському університетах Сепір зацікавився психологічними аспектами аналізу мови. Як голова Відділення антропології і психології в Національній науково-дослідній раді (1934—1935), сприяв проведенню важливих лінгво-психологічних досліджень. На думку Сепіра, мова, культура та особистість зливаються в єдине ціле; мова — це «символічний ключ до поведінки», тому що досвід інтерпретується насамперед через призму конкретної мови і найбільш відкрито проявляється у взаємозв'язку мови й мислення. Велика кількість статей і його семінар у Єльському університеті «Вплив культури на особистість» не тільки привернули увагу антропологів до індивіда в його культурному середовищі, а й мали помітний вплив на теорію психоаналізу.

## Лінгвістичні досягнення
Сепір був одним з найбільших і найвпливовіших лінгвістів першої половини XX століття, йому належать піонерські досягнення в лінгвістичній типології, фонології, соціолінгвістиці. Досліджував індіанські мови Північної Америки, висунув низку гіпотез про їхній генетичний зв'язок. Його роботи вплинули на американський дескриптивізм, а в другій половині століття активно використовувалися і представниками функціонального і генеративістського напряму.
У своїх працях Сепір висловлював ідеї, близькі до «гіпотези лінгвістичної відносності», яку потім найбільш послідовно сформулював Бенджамін Лі Ворф. Тому ця гіпотеза відома під назвою гіпотеза Сепіра-Ворфа.

## Вибрані праці

### Монографії
- Sapir, Edward (1907). Herder's "Ursprung der Sprache". Chicago: University of Chicago Press. ASIN: B0006CWB2W.
- Sapir, Edward (1908). On the etymology of Sanskrit asru, Avestan asru, Greek dakru. У Modi, Jivanji Jamshedji (ред.). Spiegel memorial volume. Papers on Iranian subjects written by various scholars in honour of the late Dr. Frederic Spiegel. Bombay: British India Press. с. 156—159.
- Sapir, Edward; Curtin, Jeremiah (1909). Wishram texts, together with Wasco tales and myths. E.J. Brill. ISBN 0404581528. ASIN: B000855RIW.
- Sapir, Edward (1910). Yana Texts. Berkeley University Press. ISBN 1177112868.
- Sapir, Edward (1915). A sketch of the social organization of the Nass River Indians. Ottawa: Government Printing Office.
- Sapir, Edward (1915). Noun reduplication in Comox, a Salish language of Vancouver island. Ottawa: Government Printing Office.
- Sapir, Edward (1916). Time Perspective in Aboriginal American Culture, A Study in Method. Ottawa: Government Printing Bureau.
- Sapir, Edward (1917). Dreams and Gibes. Boston: The Gorham Press. ISBN 054856941X.
- Sapir, Edward (1921). Language: An introduction to the study of speech. New York: Harcourt, Brace and company. ISBN 0246110740. ASIN: B000NGWX8I. Архів оригіналу за 24 вересня 2009. Процитовано 21 лютого 2012.
- Sapir, Edward; Swadesh, Morris (1939). Nootka Texts: Tales and ethnological narratives, with grammatical notes and lexical materials. Philadelphia: Linguistic Society of America. ISBN 0404118933. ASIN: B000EB54JC.
- Sapir, Edward (1949). Mandelbaum, David (ред.). Selected writings in language, culture and personality. Berkeley: University of California Press. ISBN 0520011155. ASIN: B000PX25CS.
- Sapir, Edward; Irvine, Judith (2002). The psychology of culture: A course of lectures. Berlin: Walter de Gruyter. ISBN 978-3110172829.

### Вибрані есе і статті
- Sapir, Edward (1907). Preliminary report on the language and mythology of the Upper Chinook. American Anthropologist (9): 533–544.
- Sapir, Edward (1910). Some fundamental characteristics of the Ute language. Science (31): 350—352. doi:10.1126/science.31.792.350.
- Sapir, Edward (1911). Some aspects of Nootka language and culture. American Anthropologist (13): 15–28.
- Sapir, Edward (1911). The problem of noun incorporation in American languages. American Anthropologist (13): 250–282.
- Sapir, Edward (1915). The Na-dene languages: a preliminary report. American Anthropologist (17): 765—773.
- Sapir, Edward (1917). Do we need a superorganic?. American Anthropologist (19): 441–447.
- Sapir, Edward (1924). The grammarian and his language. The American Mercury (1): 149—155.
- Sapir, Edward (1924). Culture, Genuine and Spurious. The American Journal of Sociology. 29 (4): 401—429. doi:10.1086/213616.
- Sapir, Edward (1925). Memorandum on the problem of an international auxiliary language. The Romanic Review (16): 244—256.
- Sapir, Edward (1925). Sound patterns in language. Language (1): 37—51.
- Sapir, Edward (1931). The function of an international auxiliary language. Psyche (11): 4—15. Архів оригіналу за 28 жовтня 2009. Процитовано 21 лютого 2012.
- Sapir, Edward (1936). Internal linguistic evidence suggestive of the Northern origin of the Navaho. American Anthropologist (38): 224—235.
- Sapir, Edward (1944). Grading: a study in semantics. Philosophy of Science (11): 93—116.
- Sapir, Edward (1947). The relation of American Indian linguistics to general linguistics. Southwestern Journal of Anthropology (1): 1—4.

### Листування
- Sapir, Edward; Alfred L. Kroeber, Victor Golla (ed.) (1984). The Sapir–Kroeber correspondence: Letters between Edward Sapir and A.L. Kroeber 1905–1925 (PDF). Reports from the Survey of California and other Indian languages. 6: 1—509. Архів оригіналу (PDF) за 3 березня 2016. Процитовано 21 лютого 2012.